# Imbrasia oyemensis
Imbrasia oyemensis is een vlinder uit de familie van de nachtpauwogen (Saturniidae). De wetenschappelijke naam van de soort is, als Nudaurelia oyemensis, voor het eerst geldig gepubliceerd in 1955 door Rougeot.